# Семеновка (Курманаєвський район)
Семе́новка (рос. Семёновка) — село у складі Курманаєвського району Оренбурзької області, Росія.

## Населення
Населення — 116 осіб (2010; 214 у 2002).
Національний склад (станом на 2002 рік):
- росіяни — 93 %